# نبتة هاسكنز
نبتة هاسكنز (اسم علمي:†Haskinsia) هي جنس منقرض من النباتات الوعائية المبكرة والمعروفة من الديفوني الأوسط.